# Verrières (Charente)
Pour les articles homonymes, voir Verrières.
Verrières est une commune du Sud-Ouest de la France, située dans le département de la Charente (région Nouvelle-Aquitaine).
Ses habitants sont les Verriérois et les Verriéroises.

## Géographie

### Localisation et accès
Verrières est une commune de l'ouest du département de la Charente, proche de la Charente-Maritime, située dans la Grande Champagne, premier cru du cognac, et sur la rive droite du Né.
Le bourg est à 6 km au nord-est d'Archiac, 6 km au sud-ouest de Segonzac, 14 km au nord-ouest de Barbezieux, 15 km au sud de Cognac et 34 km à l'ouest d'Angoulême.
La commune est bordée au nord par la .736 entre Segonzac et Saint-Fort, où elle rejoint la D 731, route de Cognac à Barbezieux. La   D 44 de Saint-Fort à Ambleville dessert le bourg. La D 151 borde la commune à l'ouest et longe le Né.

### Hameaux et lieux-dits
L'habitat est dispersé et la commune compte de nombreux hameaux : Chez Piron, le Bouquet, Chabran, l'Écharprie, Chez Leroux, la Courade près du bourg, etc..

### Communes limitrophes
|                      | Juillac-le-Coq     |                        |
| Saint-Fort-sur-le-Né | Verrières          | Lignières-Ambleville   |
|                      | Saint-Palais-du-Né | Criteuil-la-Magdeleine |

### Géologie et relief
La commune est occupée par le Campanien (Crétacé supérieur), calcaire crayeux, qui occupe une grande partie du Sud Charente. La vallée du Né est occupée par des alluvions récentes du Quaternaire,,.
Le relief de la commune est celui d'un bas plateau assez vallonné d'une altitude moyenne de 70 m, bordé au sud-ouest par la vallée du Né. Le point culminant de la commune est à une altitude de 98 m, situé en limite nord-est (mont Bouchet). Le point le plus bas est à 21 m, situé le long du Né en limite ouest. Le bourg est à environ 60 m d'altitude.

### Hydrographie

#### Réseau hydrographique

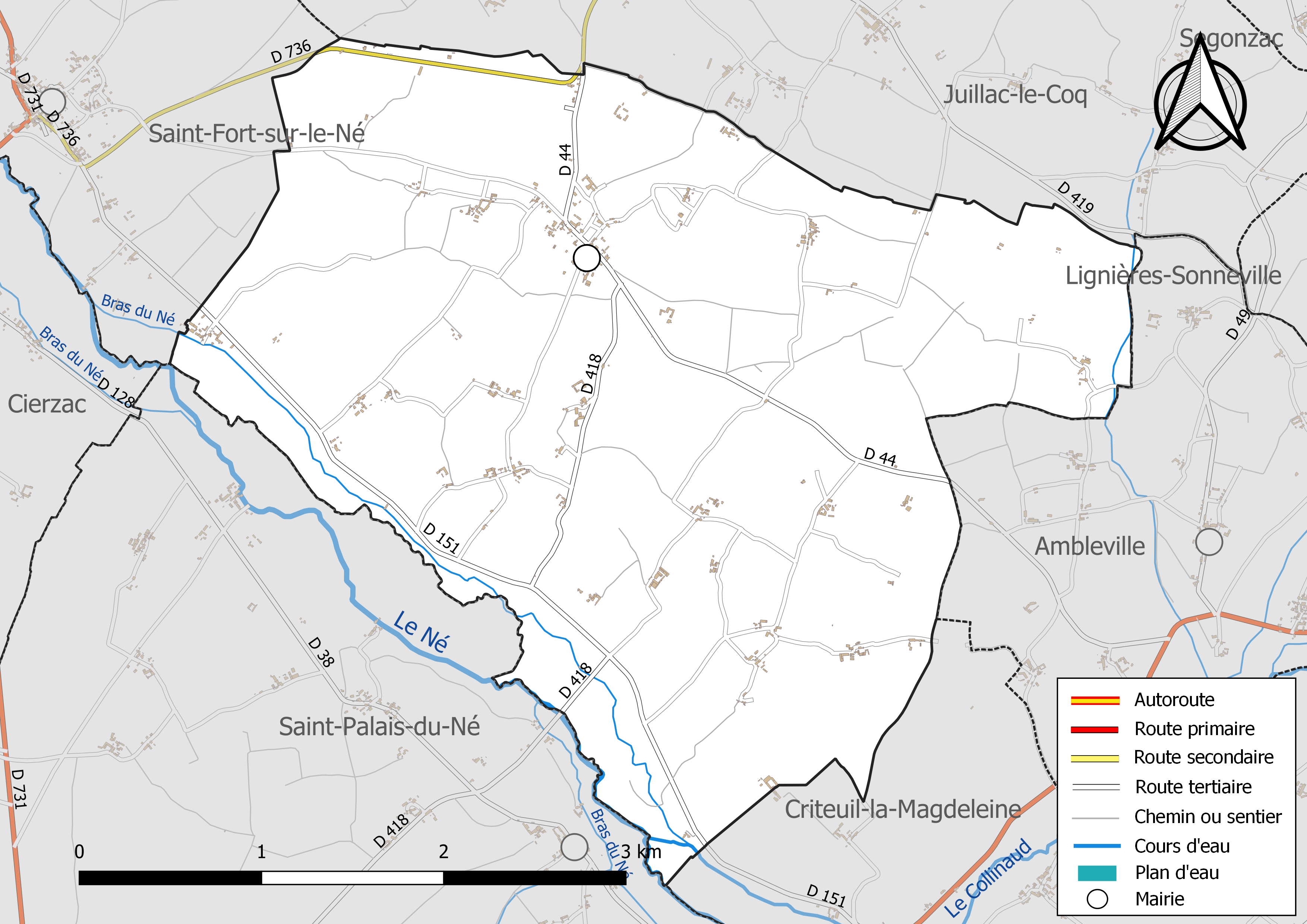
Réseaux hydrographique et routier de Verrières.

La commune est située dans le bassin versant de la Charente au sein du Bassin Adour-Garonne. Elle est drainée par le Né, le Collinaud, et par un petit cours d'eau, qui constituent un réseau hydrographique de 6 km de longueur totale,.
Le Né, affluent de la Charente en aval de Cognac, borde la commune au sud. En fait il s'agit d'un de ses bras qui délimite l'île du Breuil sur la commune de Saint-Palais. Quelques sources sont à signaler sur le flanc de la vallée comme la Font de Rode et la Font de Zade.
Près du bourg, la source de la Font est aussi à signaler, alimentant deux lavoirs.

#### Gestion des eaux
Le territoire communal est couvert par le schéma d'aménagement et de gestion des eaux (SAGE) « Charente ». Ce document de planification, dont le territoire correspond au bassin de la Charente, d'une superficie de 9 300 km2, a été approuvé le 19 novembre 2019. La structure porteuse de l'élaboration et de la mise en œuvre est l'établissement public territorial de bassin Charente. Il définit sur son territoire les objectifs généraux d’utilisation, de mise en valeur et de protection quantitative et qualitative des ressources en eau superficielle et souterraine, en respect des objectifs de qualité définis dans le troisième SDAGE  du Bassin Adour-Garonne qui couvre la période 2022-2027, approuvé le 10 mars 2022.

### Climat
Comme dans les trois quarts sud et ouest du département, le climat est océanique aquitain.

## Urbanisme

### Typologie
Au 1er janvier 2024, Verrières est catégorisée commune rurale à habitat très dispersé, selon la nouvelle grille communale de densité à 7 niveaux définie par l'Insee en 2022.
Elle est située hors unité urbaine. Par ailleurs la commune fait partie de l'aire d'attraction de Cognac, dont elle est une commune de la couronne,. Cette aire, qui regroupe 44 communes, est catégorisée dans les aires de 50 000 à moins de 200 000 habitants,.

### Occupation des sols
L'occupation des sols de la commune, telle qu'elle ressort de la base de données européenne d’occupation biophysique des sols Corine Land Cover (CLC), est marquée par l'importance des territoires agricoles (91,4 % en 2018), une proportion sensiblement équivalente à celle de 1990 (91,2 %). La répartition détaillée en 2018 est la suivante : 
cultures permanentes (69 %), zones agricoles hétérogènes (14,8 %), forêts (8,6 %), terres arables (7,6 %). L'évolution de l’occupation des sols de la commune et de ses infrastructures peut être observée sur les différentes représentations cartographiques du territoire : la carte de Cassini (XVIIIe siècle), la carte d'état-major (1820-1866) et les cartes ou photos aériennes de l'IGN pour la période actuelle (1950 à aujourd'hui).

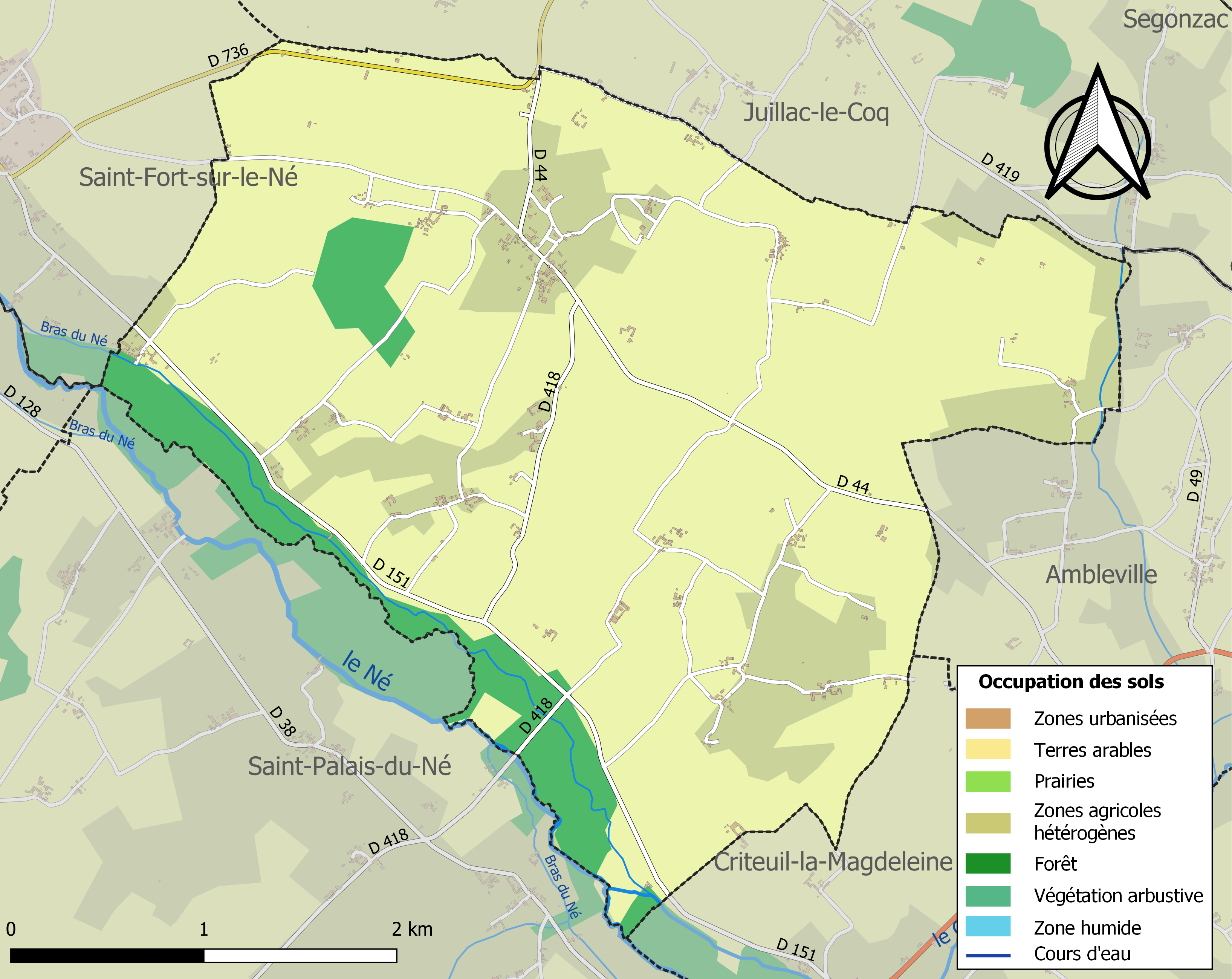
Carte des infrastructures et de l'occupation des sols de la commune en 2018 (CLC).

### Risques majeurs
Le territoire de la commune de Verrières est vulnérable à différents aléas naturels : météorologiques (tempête, orage, neige, grand froid, canicule ou sécheresse) et séisme (sismicité faible). Un site publié par le BRGM permet d'évaluer simplement et rapidement les risques d'un bien localisé soit par son adresse soit par le numéro de sa parcelle.

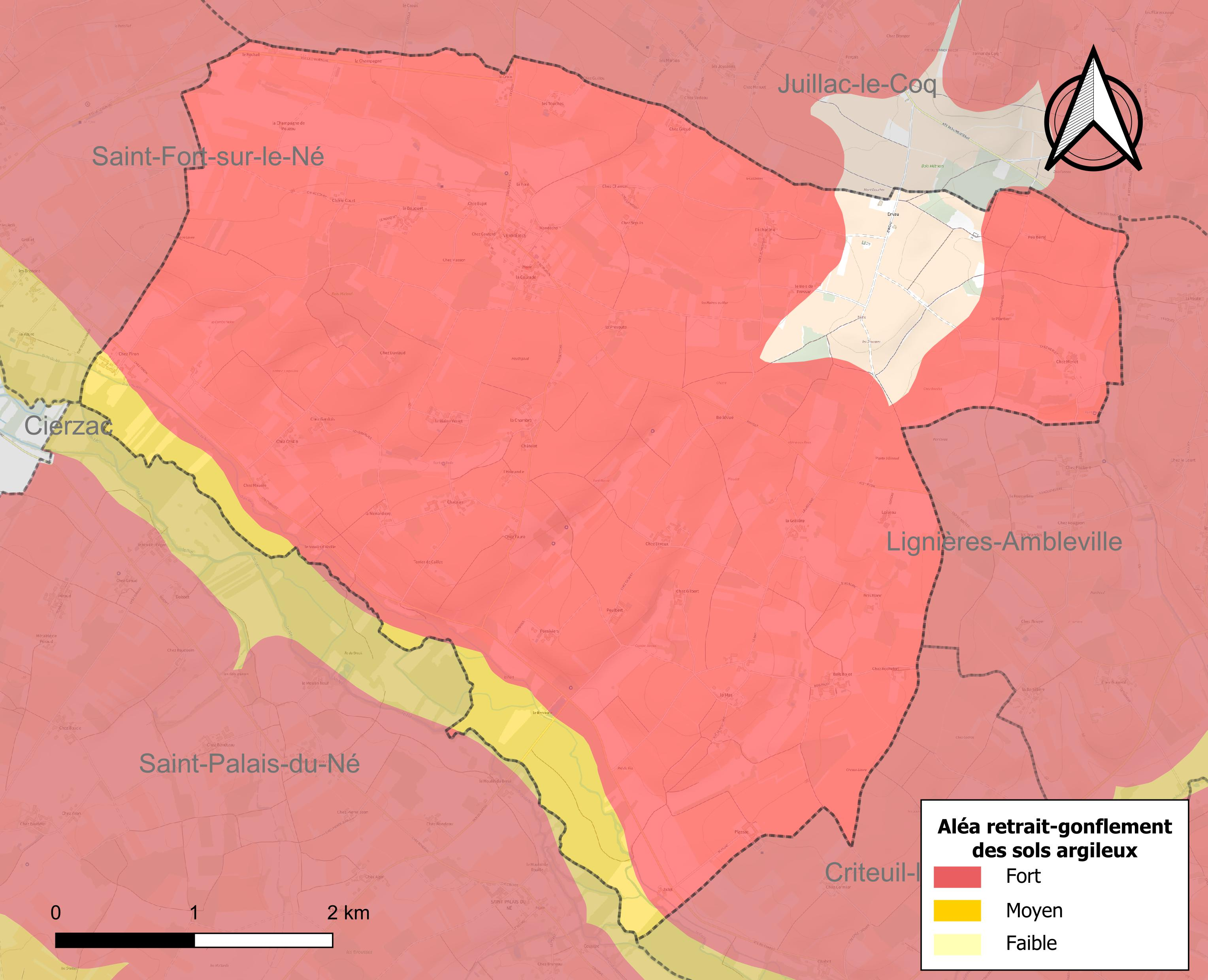
Carte des zones d'aléa retrait-gonflement des sols argileux de Verrières.

Le retrait-gonflement des sols argileux est susceptible d'engendrer des dommages importants aux bâtiments en cas d’alternance de périodes de sécheresse et de pluie. 94,7 % de la superficie communale est en aléa moyen ou fort (67,4 % au niveau départemental et 48,5 % au niveau national). Sur les 192 bâtiments dénombrés sur la commune en 2019, 190 sont en aléa moyen ou fort, soit 99 %, à comparer aux 81 % au niveau départemental et 54 % au niveau national. Une cartographie de l'exposition du territoire national au retrait gonflement des sols argileux est disponible sur le site du BRGM,.
Par ailleurs, afin de mieux appréhender le risque d’affaissement de terrain, l'inventaire national des cavités souterraines permet de localiser celles situées sur la commune.
La commune a été reconnue en état de catastrophe naturelle au titre des dommages causés par les inondations et coulées de boue survenues en 1982 et 1999. Concernant les mouvements de terrains, la commune a été reconnue en état de catastrophe naturelle au titre des dommages causés par des mouvements de terrain en 1999.

## Toponymie
Les formes anciennes sont Vitreriis en 1110, Veireries, Veirires, Veireres, Veireires.
Le nom de Verrières est issu du mot latin vitrum signifiant « verre » avec le suffixe augmentatif -aria. Il peut s'agir du surnom d'une personne, passé en nom de lieu, « domaine de Verrier ».
La commune a été créée Verrière en 1793 et devient Verrières en 1801. Toutefois, le nom de la paroisse est orthographié Verrières sur la carte de Cassini (XVIIIe siècle).

## Histoire
Des fossés protohistoriques au Fief du Chêne, des restes de thermes d'une villa à Plassac, des céramiques dans divers points montrent l'ancienneté de l'occupation.
Les registres de l'état civil remontent à 1692.
Au début du XXe siècle, l'industrie était représentée par trois moulins à blé, mus par le Né, à Jallet, Alville et Chez Piron.

## Administration
Créée en 1793 comme commune du canton de Lignière, Verrières est passée dans le canton de Segonzac en 1801.
| Période                                  | Période  | Identité                 | Étiquette | Qualité                                                    |
| ---------------------------------------- | -------- | ------------------------ | --------- | ---------------------------------------------------------- |
| Les données manquantes sont à compléter. |          |                          |           |                                                            |
| depuis 1995                              | 2020     | Michel Desafit           | SE-DVD    | Retraité des services financiers                           |
| 2020                                     | En cours | Marie-Pierre Rey-Boureau | DVD       | Mandataire immobilier, suppléante au Conseil départemental |

## Démographie

### Évolution démographique
L'évolution du nombre d'habitants est connue à travers les recensements de la population effectués dans la commune depuis 1793. Pour les communes de moins de 10 000 habitants, une enquête de recensement portant sur toute la population est réalisée tous les cinq ans, les populations de référence des années intermédiaires étant quant à elles estimées par interpolation ou extrapolation. Pour la commune, le premier recensement exhaustif entrant dans le cadre du nouveau dispositif a été réalisé en 2007.

En 2022, la commune comptait 321 habitants, en évolution de −8,02 % par rapport à 2016 (Charente : −0,48 %, France hors Mayotte : +2,11 %).
| 1793 | 1800 | 1806 | 1821 | 1831 | 1841 | 1846 | 1851 | 1856 |
| ---- | ---- | ---- | ---- | ---- | ---- | ---- | ---- | ---- |
| 698  | 851  | 741  | 758  | 853  | 867  | 872  | 876  | 881  |

| 1861 | 1866 | 1872 | 1876 | 1881 | 1886 | 1891 | 1896 | 1901 |
| ---- | ---- | ---- | ---- | ---- | ---- | ---- | ---- | ---- |
| 867  | 857  | 804  | 807  | 712  | 614  | 584  | 555  | 532  |

| 1906 | 1911 | 1921 | 1926 | 1931 | 1936 | 1946 | 1954 | 1962 |
| ---- | ---- | ---- | ---- | ---- | ---- | ---- | ---- | ---- |
| 605  | 603  | 537  | 544  | 550  | 503  | 518  | 535  | 526  |

| 1968 | 1975 | 1982 | 1990 | 1999 | 2006 | 2007 | 2012 | 2017 |
| ---- | ---- | ---- | ---- | ---- | ---- | ---- | ---- | ---- |
| 537  | 474  | 409  | 406  | 401  | 374  | 370  | 343  | 352  |

| 2022 | - | - | - | - | - | - | - | - |
| ---- | - | - | - | - | - | - | - | - |
| 321  | - | - | - | - | - | - | - | - |

### Pyramide des âges
En 2018, le taux de personnes d'un âge inférieur à 30 ans s'élève à 28,2 %, soit en dessous de la moyenne départementale (30,2 %). À l'inverse, le taux de personnes d'âge supérieur à 60 ans est de 28,7 % la même année, alors qu'il est de 32,3 % au niveau départemental.
En 2018, la commune comptait 171 hommes pour 179 femmes, soit un taux de 51,14 % de femmes, légèrement inférieur au taux départemental (51,59 %).
Les pyramides des âges de la commune et du département s'établissent comme suit.
| Hommes | Classe d’âge | Femmes |
| ------ | ------------ | ------ |
| 1,8    | 90 ou +      | 2,8    |
| 7,0    | 75-89 ans    | 10,7   |
| 17,6   | 60-74 ans    | 17,4   |
| 25,1   | 45-59 ans    | 25,6   |
| 20,3   | 30-44 ans    | 15,4   |
| 12,7   | 15-29 ans    | 13,2   |
| 15,5   | 0-14 ans     | 14,8   |

| Hommes | Classe d’âge | Femmes |
| ------ | ------------ | ------ |
| 1      | 90 ou +      | 2,7    |
| 9,2    | 75-89 ans    | 12     |
| 20,6   | 60-74 ans    | 21,3   |
| 20,7   | 45-59 ans    | 20,3   |
| 16,8   | 30-44 ans    | 16     |
| 15,6   | 15-29 ans    | 13,4   |
| 16,1   | 0-14 ans     | 14,3   |

### Remarques
Verrières qui a perdu 40 % de sa population durant la crise du phylloxéra durant la seconde moitié du XIXe siècle reste à 50 % de sa population de la première moitié du XIXe siècle.

## Économie
La viticulture est une activité importante de Verrières, qui est située dans la zone d'appellation d'origine contrôlée cognac, en Grande Champagne, premier cru classé du cognac.
De petits producteurs de cognac, de pineau des Charentes et de vin de pays sont installés dans la commune.

## Équipements, services et vie locale

### Enseignement
L'école publique est un RPI entre Saint-Fort-sur-le-Né et Verrières. Saint-Fort accueille l'école primaire et Verrières l'école élémentaire, avec une classe. Le secteur du collège est Segonzac.
Une école Montessori bilingue est installée sur la commune depuis septembre 2017. L'école est privée et hors contrat; elle accueille la maternelle (3-6 ans, PS-MS-GS) et l'élémentaire (6-12 ans, CP-CE1-CE2-CM1-CM2).

## Lieux et monuments

### Patrimoine religieux
- L'église paroissiale Saint-Palais qui comporte une crypte date du XIIe siècle. Elle aurait été en grande partie démolie par les protestants et provisoirement réparée en 1600, puis restaurée de 1668 à 1670, en 1759, et enfin au XIXe siècle. Elle possède une belle voûte avec clefs pendantes et nervures datant du XVIe siècle. C'est, avec l'église de Pranzac, le seul exemple qu'il y ait en Charente de ce genre de voûte[25]. L'église est inscrite monument historique par arrêté du 26 mai 1986[34],[35].
- La croix hosannière, au sud de l'église, est aussi inscrite monument historique en 1986[36].

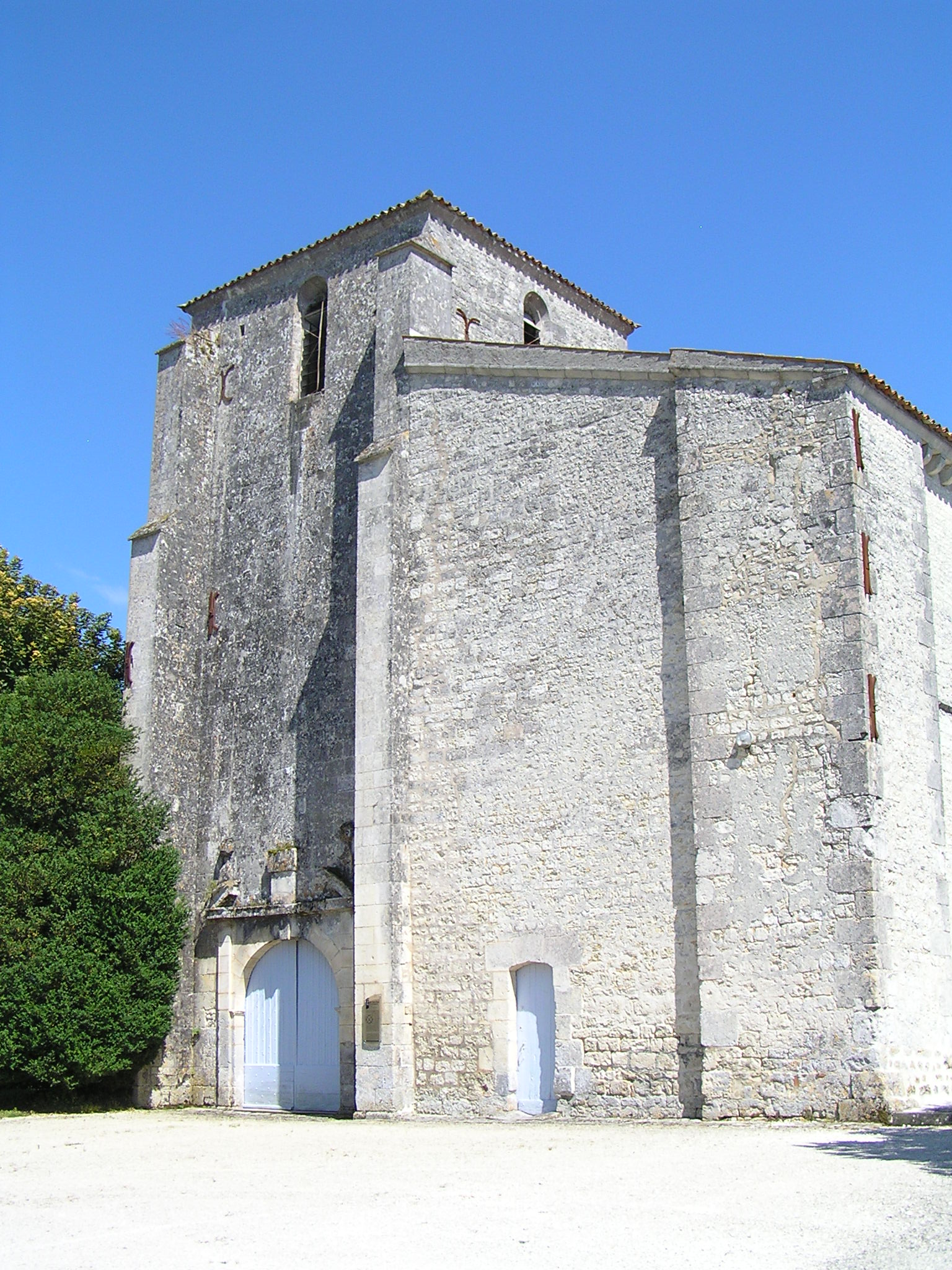
L'église.
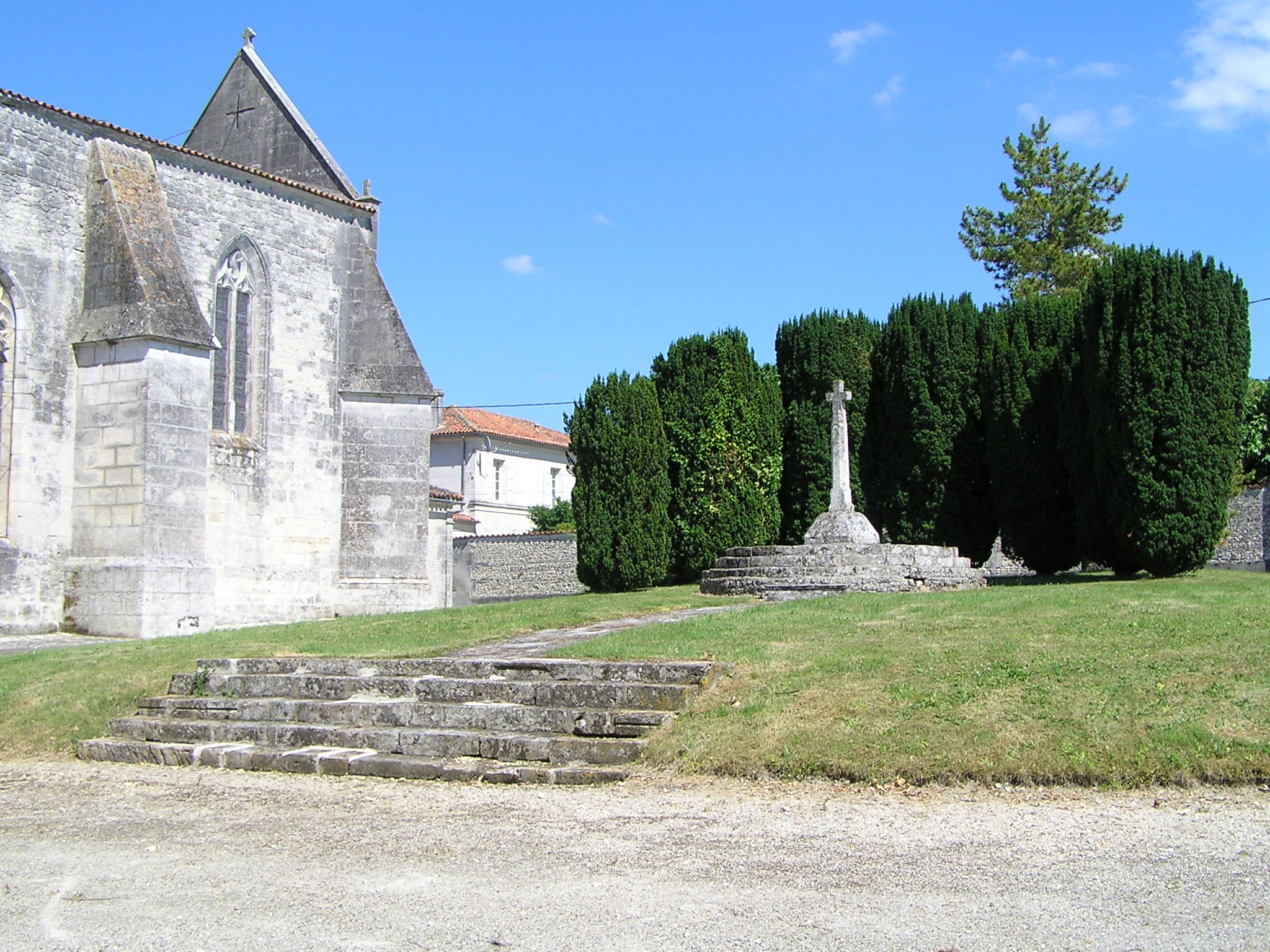
La croix hosannière.

### Patrimoine civil
Il reste trois moulins, un à Verrières, un à Jallet et un Chez Piron.

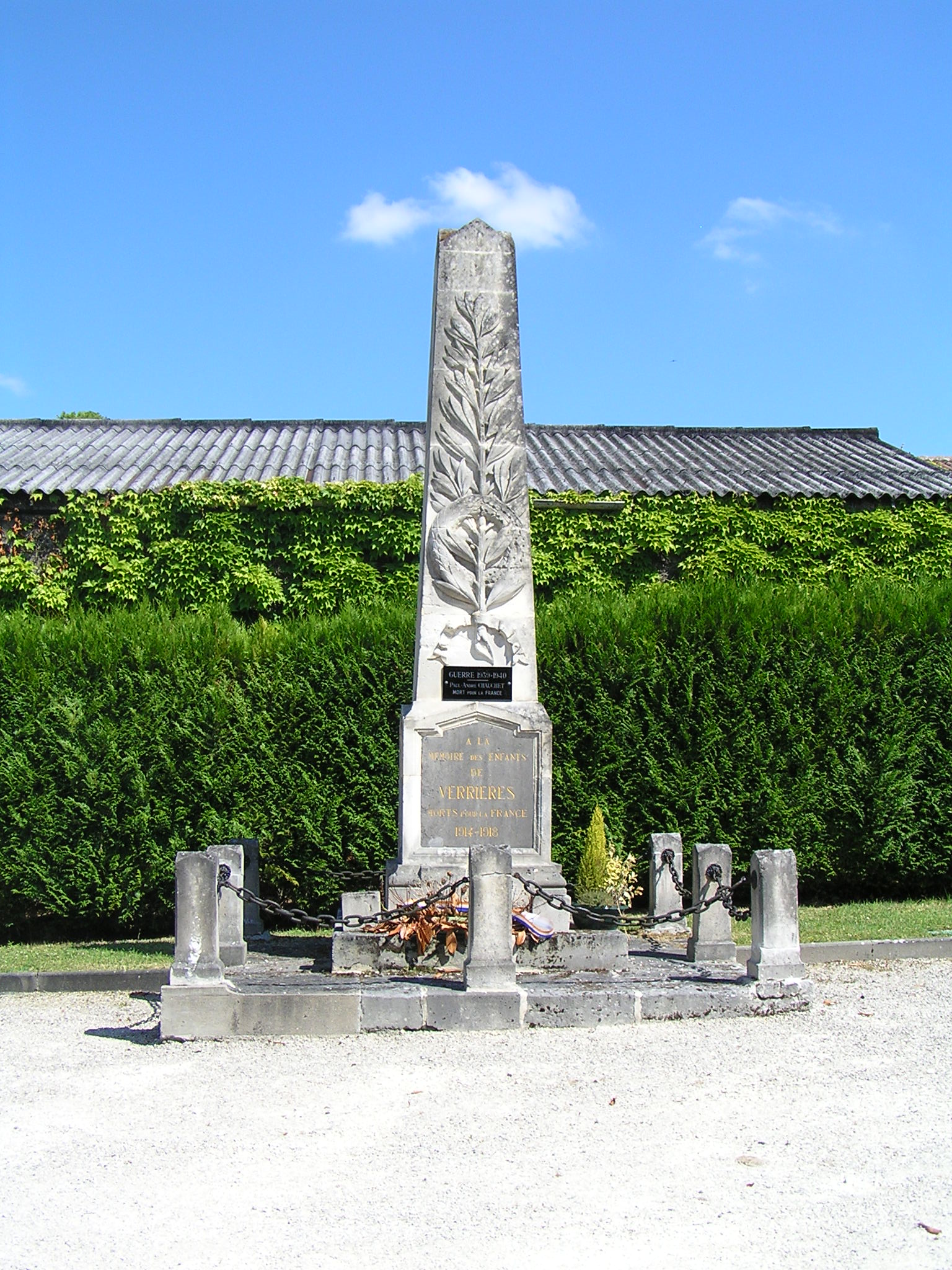
Monument aux morts.
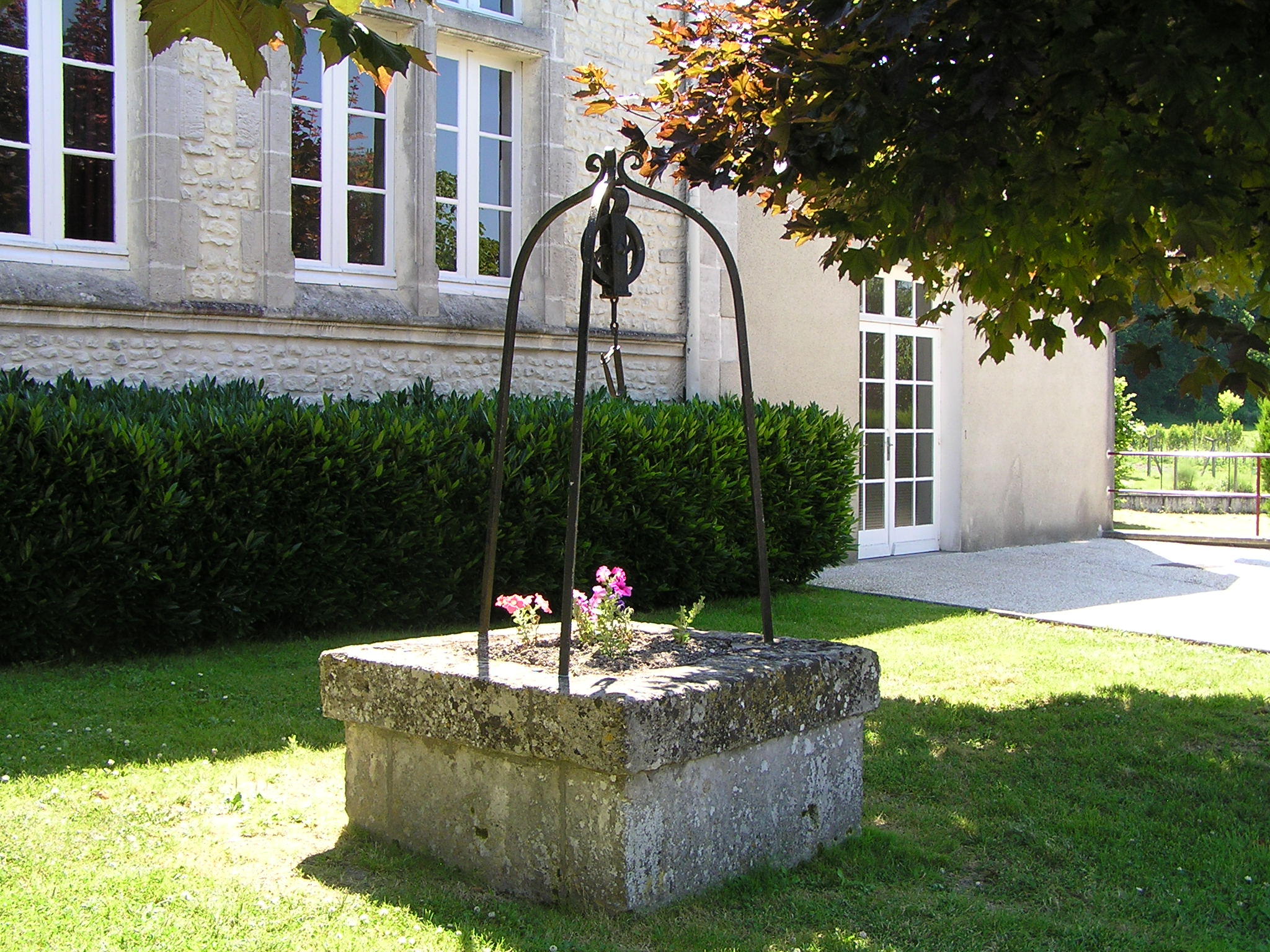
Puits.